# Baura (Ort)
Baura ist ein osttimoresischer Ort in der Gemeinde Liquiçá. Er liegt im Nordosten der Aldeia Baura und bildet die westliche Hälfte eines Doppeldorfes, mit dem Ort Urema als Osthälfte. Die beiden zusammenhängenden Orte werden durch die Dorfstraße getrennt, die gleichzeitig die Grenze der Aldeia Baura zur Aldeia Urema bildet.
Die Siedlung befindet sich auf dem südlichen Ausläufer des Foho Cutulau, Liquiçás höchsten Bergs. Das Ortszentrum Bauras liegt auf einer Meereshöhe von 1233 m. Die Dorfstraße folgt dem Bergrücken. Nach Norden verbindet sie Baura und Urema mit dem Ort Cutulau, nahe dem Gipfel. Im Süden liegt im Tal das Dorf Ecapo, mit dem Sitz des Sucos Leorema. Westlich von Baura entspringt der Caicabaisala, ein Nebenfluss des Lóis.
In Baura stehen eine Kapelle und eine Grundschule.